# Torre de Sòl de Riu
La torre de Sòl de Riu era una torre de guaita que estava situada a la desembocadura del riu de la Sénia, al municipi de Vinaròs (Baix Maestrat). Quan la torre va ser absorbida pel mar, una altra de similar, situada uns 300 metres terra endins va agafar el seu nom. Aquesta està catalogada com a Bé d'Interès Cultural.

## Torre inicial
La torre inicial, de la que es tenen referències ja el 1554, estava construïda sobre les roques de la desembocadura del riu de la Sénia. Controlava la costa davant el perill d'atac dels pirates berberiscos i el pas del riu Sénia cap a l'interior. Era de planta quadrada, de 15 metres d'alçada, de tres plantes. Estava dotada amb dos soldats a peu i dos a cavall. L'any 1763 ja s'informava que la torre presentava danys i estava amenaçada pel mar, pel que calia fer una escullera al seu davant. A principis del segle XX encara es podien veure restes de la torre, que finalment van ser absorbides pel mar. El temporal Gloria va provocar nous despreniments, deixant part dels fonaments a la vista.

## Torre actual
La torre actual possiblement sigui de la mateixa època de l'altra, de la que va agafar el nom quan aquella va desaparèixer. Està situada prop del riu, uns 300 metres terra endins. Pertanyia a la família Anglés, emparentada per via femenina amb els Súñer, actuals propietaris. De 3 plantes, té planta rectangular, de 10 x 7 metres, habilitada com a habitatge. Conserva diverses mènsules dels desapareguts matacans. La porta és d'arc de mig punt. Conserva un escut senyorial de la família Anglés.